# Utbildning i Schweiz

Det schweiziska utbildningssystemets struktur

Utbildning i Schweiz är huvudsakligen ett kantonalt ansvar och skolsystemet är därför olika organiserat i skilda delar av landet. Schweiz obligatoriska utbildningssystem har en nioårig skolplikt. Schweizarna har dock i en folkomröstning den 21 maj 2006 sagt ja till ett gemensamt skolsystem för olika kantoner. Sedan slutet av 1980-talet sattes mitten av augusti

## Förskola
Förskolan (Kindergarten, École enfantine, Scuola dell’infanzia) omfattar åldersklasserna 3, 4 och 5 år. Före 1999 var förskolan en icke-obligatorisk skolform. Sedan dess har flertalet kantoner infört ett förskoleobligatorium. Skolåret 2007/2008 var en åtminstone ettårig förskoleplikt i kraft i 14 kantoner. Under skolåret 2003/2004 gick 86 % av alla barn i förskoleåldern två år i förskola, 98,5 % gick i åtminstone ett år.

## Primärskola
Primärskolan (Primarschule, École primaire, Scuola primaria/elementare) är vanligen sexårig och omfattar åldersklasserna 6 - 11 år. I samtliga kantoner sker undervisning i följande ämnen: det regionala språket (tyska, franska, italienska eller rätoromanska), ett främmande språk, matematik, historia och statskunskap, geografi, naturkunskap, teckning och form, slöjd, musik och idrott. Under det första skolåret ges i de flesta kantoner skriftliga omdömen eller muntliga omdömen vid föräldrasamtal. I övriga årskurser ges betyg på en skala från 1 - 6, där 6 är det bästa betyget. Omdömen och betyg ges två gånger per skolår.

## Historia
Folkskola blev vanligt i flera kantoner i Schweiz under 1830-talet.